# 보코 하람 반란
보코 하람 반란(Boko Haram insurgency) 또는 나이지리아 샤리아 분쟁 (Nigeria Sharia conflict)은 2001년 이슬람 테러조직 보코 하람으로부터 시작된 나이지리아의 내전이다. 2009년 이후 갈등 상황이 여러 부문으로 더욱 확대되면서 3년 안에 3,600여 명의 희생자가 발생했다.
나이지리아 정부가 인구학적 측면에서 종교와 연관하여 연구한 결과 나이지리아 인구 중 이슬람교도는 50.5% 정도를 차지하는데 북부 지방에 분포하며 대다수는 수니파이다. 기독교 신자는 48.2%이며 중남부 지역에고루 분포하는 것으로 파악되고 있다. 이에 반해 무교의 비율은 1.4%에 그치고 있다.
이슬람교도가 절반을 조금 넘는 상황에서 이슬람교도의 요구사항은 샤리아 즉, 이슬람 율법을 나이지리아 입법과정에 공식 투입하는 것이다. 12개의 북부 주는 사법부 및 행정부에 이슬람교의 특성을 반영하도록 1999년과 2000년에 걸쳐 개혁을 단행했다.
2013년 5월 나이지리아 정부군이 보르노 지역을 습격하여 보코 하람 무장군인들을 습격하였고 5월 14일 긴급상황이 선포됐다. 초기 공격은 성공했지만 반군은 다시 힘을 모아 8월 5일 역습하여 35명을 사살했다.
2014년 3월 2일, 보코하람의 발상지인 북서부 마이두구리와 인근 마을에서 주말에 두 차례 차량폭탄 테러 등이 발생해 최소 90명이 숨졌다고 현지 적십자 관계자가 밝혔다.

2015년 4월 보코하람 점령지(회색)

## 같이 보기
- 보코 하람